# نوی زال
نویِ زال (ایسلندی: Nói albinói) فیلمی در ژانر درام به کارگردانی داگور کائوری است که در سال ۲۰۰۳ منتشر شد. از بازیگران آن می‌توان به توماس لیمارکیوس اشاره کرد.